# Donji Draganec
Donji Draganec – wieś w Chorwacji, w żupanii bielowarsko-bilogorskiej, w mieście Čazma. W 2011 roku liczyła 139 mieszkańców.